# Anuario de Estudios Medievales
Anuario de Estudios Medievales (AEM) és una revista d'història medieval editada a Barcelona des de 1964.

## Història
Va ser fundada l'any 1964 per l'historiador Emilio Sáez Sánchez, qui també va exercir com a director de la publicació. La revista està editada a Barcelona per la Institució Milà i Fontanals del CSIC. Des de l'any 2000 es publica un volum anual amb dos fascicles de forma regular. L'any 2007 va ser la revista espanyola d'història amb major presència en catàlegs de biblioteques i la publicació d'història medieval amb major visibilitat a l'estranger. El 2014 va obtenir, per primera vegada, el Segell de Qualitat FECYT de reconeixement de la qualitat editorial i científica.

## Contingut
Anuario de Estudios Medievales publica articles originals d'investigació sobre diversos aspectes de l'edat mitjana: història política, social, econòmica, cultural, religiosa, de la ciència, de l'art, de la literatura, del pensament, de la filosofia, etc. El primer fascicle, de caràcter miscel·lani, es publica al juny i el segon, dedicat anualment a un tema monogràfic diferent, apareix al desembre. A cada fascicle es publiquen també ressenyes i semblances o necrologies de medievalistes eminents.

## Direcció
La direcció de la revista estigué en mans del seu fundador Emilio Sáez Sanchez fins a 1988, tot i que entre 1983 i 1988 estigué codirigida per Maria Teresa Ferrer i Mallol. A partir de 1988, amb la mort de Emilio Sáez, la direcció recaigué en exclusiva en Maria Teresa Ferrer, fins al 2010. Des d'aleshores, la revista passa a ser dirigida per Roser Salicrú i Lluch, fins que el 2019 se'n fa càrrec Pere Verdés i Pijoan.